# Museo Romántico Can Papiol

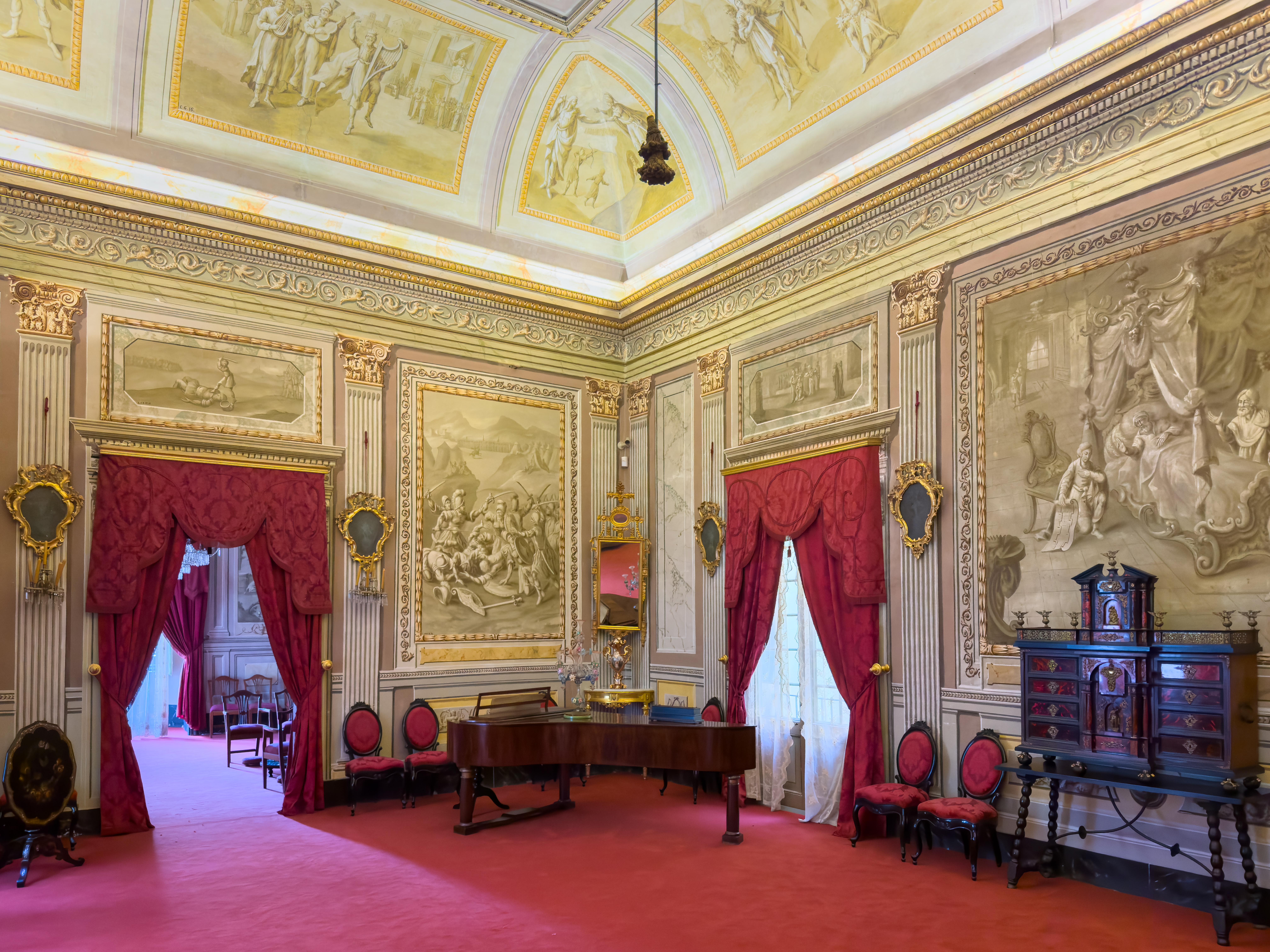
Sala de Baile del Museo Romántico

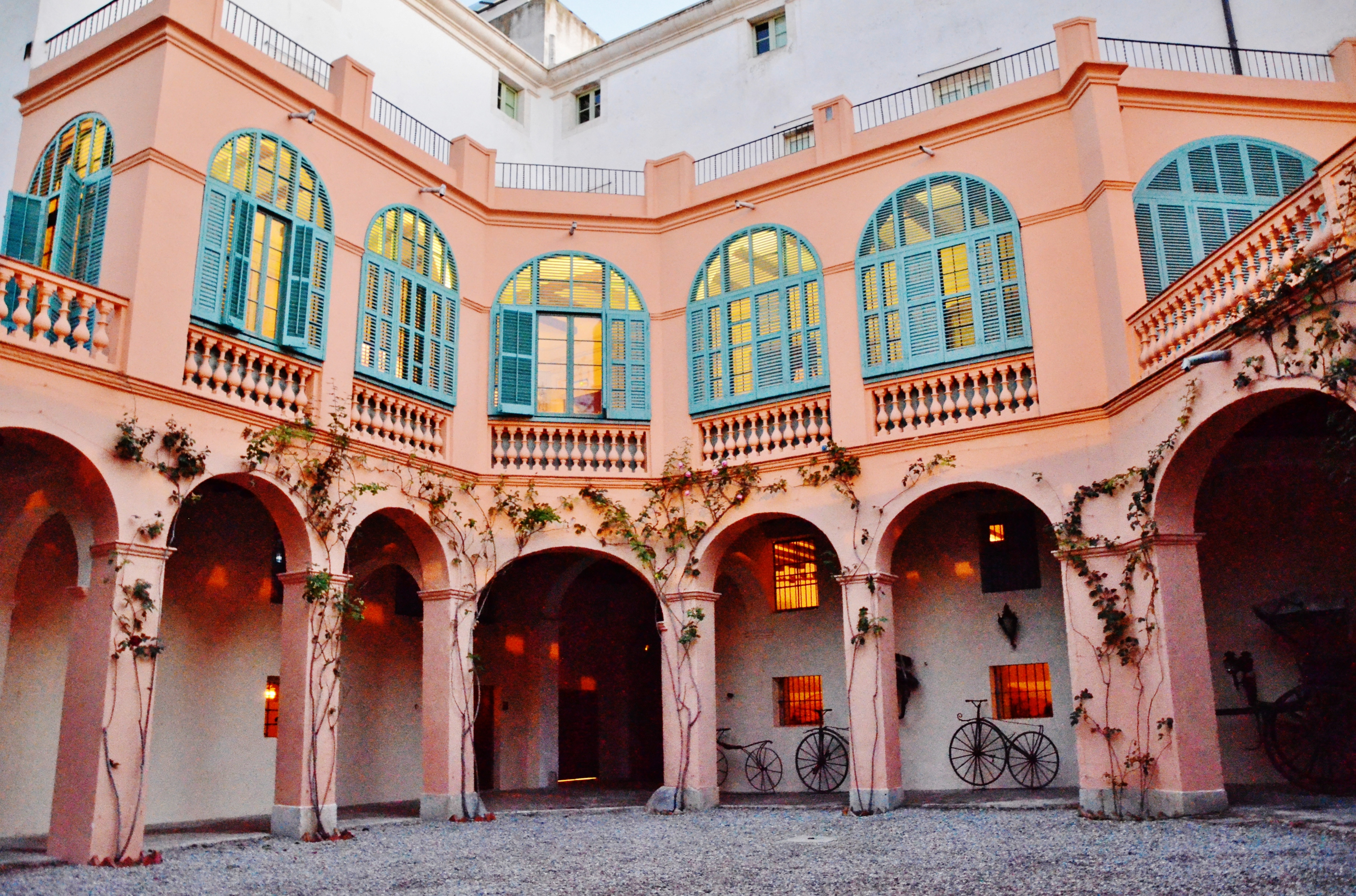
Jardín del museo

El museo Romántico Can Papiol es un museo con sede en el centro histórico de Villanueva y la Geltrú (Garraf). Tras cerrar para realizar reformas en 2006, el museo reabrió sus puertas el 2 de octubre de 2011. Can Papiol es una casa señorial de fines del siglo XVIII y conserva tanto los muebles como los elementos decorativos de la época.
El Museo está integrado en la Red de Museos Locales de la Diputación de Barcelona. 

## Historia
Francesc Papiol era un comerciante burgués del siglo XIX perteneciente a una de las familias más señaladas de la población. Papiol murió sin descendencia y su patrimonio pasó a su hermana Lluïsa, casada con Manuel de Torrents. En 1959, un descendente suyo, Ignasi de Torrents, vendió la casa con todo su mobiliario a la Diputación de Barcelona para destinarla a usos museísticos, como ya se había hecho en 1949 con el Museo Romántico Can Llopis de Sitges, de características similares. Los trabajos de restauración de Can Papiol fueron realizados por Alberto del Castillo y el museo se inauguró en 1961. El Museo Romántico se convirtió en un museo con dos sedes, la de Villanueva y la de Sitges, hasta que años más tarde, en 1995, se separó su gestión.
En 2002 la Diputación de Barcelona, propietaria del edificio y las colecciones, cedió su gestión al Ayuntamiento de Villanueva y Geltrú, que a su vez en 2006 la cedió al Organismo Autónomo del Patrimonio Víctor Balaguer.
En 2006 el edificio se cerró al público para llevar a cabo un proceso de restauración. Se sustituyó la cubierta y las vigas de madera, afectadas por termitas. El proyecto se aprobó en 2007 y se realizó entre 2008 y 2010. El proceso de restauración se hizo respetando la estética original y usando para los acabados materiales fieles a la construcción original, con un coste de 2.100.000 € sufragados por la Diputación de Barcelona.
Desde principios de 2010 4.565 referencias de los fondos del museo se pueden consultar on-line a través de la plataforma [museusenlinia.gencat.cat].

## Edificio
Can Papiol es una casa solariega de la familia Papiol. El edificio, que se compone de una planta baja, entresuelo, dos pisos y buhardilla, fue mandado construir entre 1790 y 1801 por el político y erudito Francesc de Papiol. Es de estilo neoclásico con los elementos decorativos (sillares, columnas, tímpanos) pintados sobre los muros. Sobre la puerta principal se halla esculpido el escudo familiar, con las armas de Padró, Catà, Martí y Argullol en los cuarteles. En el interior, las paredes de las salas principales están decoradas con grisallas de temática bíblica. El espacio cuenta también con un jardín romántico.
El edificio se construyó en el solar de la huerta familiar, entonces situada en el extremo norte de la población, y está catalogado como Bien Cultural de Interés Local (BCIL). La zona habilitada como museo incluye solamente la planta baja, el entresuelo y la primera planta.

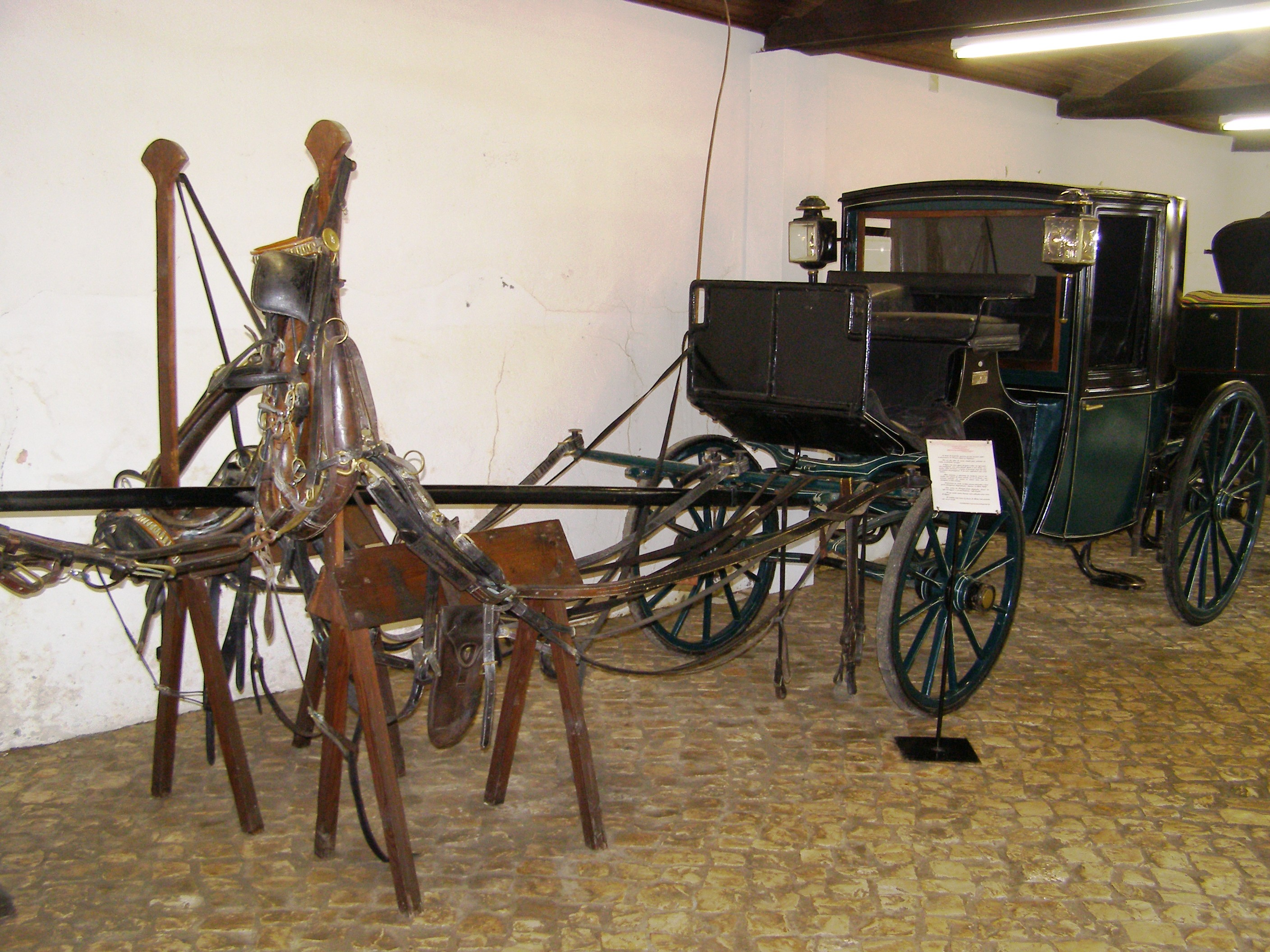
Cupé conservado en Mafra, Portugal idéntico al que se exhibe en Can Papiol

- Entrada: Es un espacio amplio donde se aparcaban los carruajes, como el cupé francés de 1880 que se exhibe. Se muestra también un velocípedo de la segunda mitad del siglo XIX y un cochecito de bebé de mimbre. Al fondo de la entrada se encuentra el acceso al patio, desde donde se puede acceder a la planta noble por la escalera principal, construida en tres tramos y decorada con una barandilla de hierro forjado.

- Biblioteca: Situada en el entresuelo, consta de uns 5.000 volúmenes, con libros editados entre fines del siglo XVI y fines del siglo XIX; este fondo bibliográfico nos permite conocer el nivel cultural de una familia acomodada del siglo XIX. La mayoría de las obras son de temática histórica, filosófica, jurídica y religiosa, aunque también hay volúmenes de gramática, literatura o geografía, y algunas obras genéricas como enciclopedias, diccionarios o revistas. Está dividida en 5 departamentos y toda la decoración y el mobiliario son los originales, perfectamente conservados. Los vidrios de las ventanas fueron pintados para atenuar la luz de las salas.

- Recibidor: Es el punto de acceso a la planta noble del edificio, que hace también funciones de distribuidor. Decorado de manera suntuosa, destaca un friso de estilo imperio con cisnes enfrentados. A nivel de mobiliario, cabe destacar el bargueño castellano, hecho de madera tallada, dorada y decorado con una policromía de motivos florales y placas de hueso, y dos sillas isabelinas con tapizado posterior. Encima del bargueño se conservan una guarnición, un reloj y dos candelabros de bronce. En las paredes de la sala se puede observar una colección de 12 pequeños cuadros del siglo XVIII, hechos en madera tallada de una sola pieza -incluyendo el marco- con las sibilas pintadas al óleo. Hay también otros dos cuadros de medidas reducidas hechos en punto de cruz y un retrato de Isabel II de España, obra del pintor barcelonés Josep Arrau, que hizo también las otras dos telas pintadas en el recibidor: un caballero romántico[3] y un autorretrato.

- Sala de espera: Está decorada siguiendo el estilo isabelino, con piñas doradas pintadas en la pared sobre un fondo de color verde. En lo que al mobiliario se refiere, cabe destacar una sillería negra con el tapizado de terciopelo verde, una arqueta decorada con marquetería de hueso y una mesita a juego, así como una consola donde se conserva el conjunto de porcelana francesa. La habitación se iluminaba con un quinqué situado en una ventanita. La sala está decorada con grabados y un par de collages de tipo mesa revuelta, famosos en su época.[4]

- Despacho: Es la sala en la que el señor de la casa atendía sus obligaciones burocráticas de terrateniente y abogado. Se accede desde la sala de espera. Con una decoración austera, destacan el escritorio y la documentación propia de un despacho de época, como las letras de cambio, cuentas, estados bancarios, monedas, pergaminos y dos daguerrotipos. En esta sala se pueden contemplar diversos retratos de Josep Arrau y Claudi Lorenzale y obras de Josep Mirabent y Marco Sadeler. La sala se completa con una imagen de alabastro del siglo XVII.

- Sala, vestidor y alcoba imperio: El dormitorio imperio era el dormitorio principal de la casa. Siguiendo el estilo de la época, se compone de tres habitaciones: la sala, la alcoba y el vestidor. La cama es de madera negra y está decorada en bronce dorado, con un dosel amarillo con cortinas blancas. Cabe destacar también el sofá tipo madame Recamier, la sillería de tipo Sheraton, una cómoda con incrustaciones de metal y nácar y una mesa barroca de pie central, con decoraciones talladas en la madera y algunos dorados. Las grisallas de la pared representan la muerte de San José y la Virgen y, en la zona de la alcoba, escenas de la vida del Niño Jesús; hay también unas pinturas al óleo que representan el Descendimiento de la Cruz. La mesa está decorada con un centro oriental hecho por Abi-El-Karim.

El vestidor está decorado con un gran espejo de estilo imperio, y cuenta con diversos objetos de tocador, como un juego de lavabo, un joyero, un estuche con perfumes o un frasco de esencias, entre otros. Destacan también un par de baúles forrados en cuero, donde se conservaba el ajuar de los novios y las sillas fernandinas del siglo XIX.
- Sala de Música: Es una de las zonas más lujosas y suntuosas de la casa. En ella se organizaban recepciones y grandes fiestas y era el espacio que la familia usaba para mostrar en sociedad su buen gusto y su riqueza. Se realizaban veladas culturales, encuentros familiares y fiestas. En la sala hay una piano de mesa hecho por los hermanos Joan y Llorenç Munné a mediados del siglo XIX. Las grisallas de las paredes muestran escenas de la vida de Moisés y el éxodo bíblico. Pegada a la pared hay una sillería neoclásica de estilo Chippendale. En esta sala destacan una consola rococó y una arqueta de nogal del siglo XVI decorada con marquetería hecha con piezas de boj. Del techo cuelga una araña de cristal de Bohemia.

- Sala de baile: Es un gran espacio diseñado para albergar las celebraciones más destacadas, con unos techos muy altos decorados con grisallas que representan la vida del Rey David. Se conserva el majestuoso piano de cola procedente de Viena, hecho por la empresa Müller-Sohn Burger con madera de caoba a principios del siglo XIX; encima del piano hay un candelabro de cristal de Murano. La sillería es de estilo isabelino y fue especialmente diseñada para esta sala. Destacan también la araña de cristal de Murano que cuelga del techo y una arqueta del siglo XVII con un frontal en el que aparecen Júpiter y Minerva.

- Sala de billar: La mesa de billar, del siglo XIX, es de estilo isabelino. Fue hecha en Barcelona pro Josep Giralt, quien usó madera de palo de la rosa y la decoró con elaborados detalles de marquetería. En la pared se conservan otras dos mesas de juego plegables y algunas cajas de madera que servían para guardar las fichas de los juegos de moda en la época, como el ajedrez, el jaquet, el tresillo o las damas. Las grisallas de esta sala representan momentos de la vida de José, hijo de Jacob.

- Sala y alcoba del general Suchet: Este dormitorio de estilo Luis XVI debe su nombre a Louis Gabriel Suchet, Mariscal del Imperio Francés y primer Duque de Albufera, considerado uno de los generales más brillantes de Napoleón. Según la tradición en 1813, durante la Guerra de Independencia, el general se alojó en este dormitorio. Los muebles son de color crudo, la cama es de dosel y en la cabecera se puede observar un anagrama de María.

- Sala de baño: Se encuentra al lado de la alcoba del General Suchet y destacan la bañera de estilo imperio, hecha a partir de un bloque de márbol blanco, y el lavabo, hecho en Inglaterra de cerámica blanca y decorado con motivos florales.

- Dormitorio de la cama de plata: Como su nombre indica, en este dormitorio destaca la cama con dosel de metal plateado mediante una aleación de platino. La colcha fue bordada a mano en Portugal en el siglo XVIII en algodón y seda. La sala se completa con una pequeña ménsula de madera, un armario encastado y un lavabo de estilo isabelino.

- Sala y alcoba de los enfermos: Esta zona de la casa tenía función de permitir que el habitante de la casa que se encontrara enfermo pudiera seguir la misa desde la cama, mediante una pequeña ventana que enlazaba el dormitorio con la capilla. La sala anterior, separada por una vidriera neoclásica, servía para acoger a los visitantes que acudían a interesarse por el estado del enfermo. Esta habitación está decorada con paisajes y monumentos de Villanueva, hechos por Josep Lluís Florit en pleno proceso de restauración para convertir el edificio en museo.

- Galería: Espacio abierto que hacía la función de zona de juego de los niños de la casa. Las paredes están decoradas con armas, con trofeos de caza y algunas litografías. Entre el mobiliario destacan un armario policromado, unas cajas de novia y una arquimesa de nogal.

- Capilla: Construida en estilo neoclásico, destaca la urna que dice conservar el cuerpo de Santa Constanza, niña mártir a causa de una de las primeras persecuciones del cristianismo en Roma. Las decoraciones de las paredes están dedicadas a la figura de la Virgen.

- Comedor: En él se realizaban las comidas familiares así como otros eventos sociales. La pared está decorada con escenas de la vida de Tobías; la mesa central de estilo isabelino, de caoba, es ovalada y dispone de sillas y butacas a juego.

- Sala íntima:  En esta sala, durante las veladas sociales, se reunían las mujeres para conversar tras la cena, mientras los maridos se reunían en la sala de juego. Destacan un reloj de porcelana de mediados del siglo XIX, una pintura al óleo de Josep Mirabent y un cuadro hecho con migas de pan.

- Plantas superiores: El inmueble consta de dos plantas superiores que no forman parte de la zona visitable. Se prevé que parte de sus salas acojan en el futuro las exposiciones temporales.

- Cocina: Zona destinada al servicio y con una decoración doméstica. La cocina es la única sala de servicio de la zona noble del edificio y está decorada con azulejos blancos con una flor azul en el centro. Se conservan los utensilios de cocina de la época y una vajilla de Sargadelos.

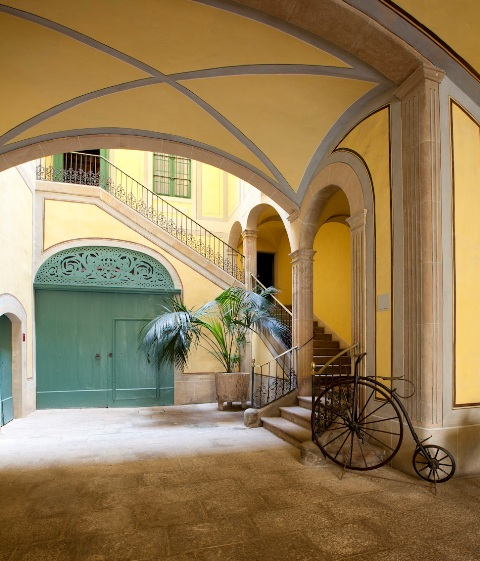
Entrada al museo

- Horno de pan: Separado de la cocina por una pequeña escalera, el horno de pan se encuentra en el entresuelo de la casa. Se conserva el horno semiesférico que proveía de pan a la familia, y en el que destacan los fregaderos de piedra y una caldera de cobre.

- Cuarto del aceite:  Espacio en el que se conservaban una serie de tinajas de barro para almacenar el aceite de la cosecha del año. También cuenta con algunos platos de cerámica y detalles decorativos tradicionales.

- Despensa: Se accede desde el cuarto del aceita y se usaba como almacén de conservas y alimentos.

- Dormitorio del servicio: A la entrada del dormitorio se conserva una máquina de coser de 1870 de la serie Aurora, fabricada por Miguel Escuder. En la habitación hay muebles sencillos, un par de camas, una cómoda y un par de baúles para la ropa.

- Pozo y caballeriza: El pequeño pozo del patio central proveía de agua a la casa. Se conservan la polea y el cubo de cobre.

- Granero: El granero, al que se accede desde la caballeriza, contiene unas básculas usadas para pesar la cosecha y repartir las partes correspondientes mediante unos simples cálculos que se apuntaban en una pizarra que aún se conserva. Hay diversos silos de obra con tapa de madera, usados para guardar cereales como la cebada o el maíz. Se conservan algunas herramientas de época y maquinaria, como la máquina construida por Josep Duart para triturar almendras.

- Bodega: En la bodega se conservan siete cubas para almacenar el vino y algunos utensilios como embudos, latas o una pequeña prensa.

- Jardín: Totalmente reconstruido durante el proceso de restauración del edificio, es un jardín romántico, con columnas y una escultura de Hércules de mármol de Carrara. Tiene también un lago en el que los nenúfares y los lirios conviven con una pequeña colonia de peces de colores.